# フー・スウィ・チン
フー・スウィ・チン（Foo Swee Chin、符瑞君、1977年7月27日 - ）は、オルタナティヴ・コミックアーティスト。シンガポール出身の華人女性。名前については、しばしばFScと表記される。
中学生時代から、「ドラゴンボール」「スラムダンク」など、日本やアメリカ合衆国の漫画に親しむ。中学卒業後、シンガポールのデザイン学校に入学。卒業後、デザイナーとして会社勤務するかたわら、漫画を執筆する。シンガポールや台湾でアンソロジーを出版、個性的作風のアーティストとして、徐々に知名度が上がる。2000年には会社を辞め、漫画の制作に専念している。
作風は、ティム・バートン、エドワード・ゴーリー、ジョーネン・バスケスなどの影響を受けた、先鋭的で神経症的な描写と、日本の漫画に似た可愛らしい絵柄、親しみやすい雰囲気をあわせもつ。幻想や悪夢の描写に優れ、日米のアーティストにファンが多い。
シンガポール在住だが、主にアメリカの出版社ネコ・プレスやスレイヴ・レイバー・グラフィックスから作品を刊行している。日本の同人誌即売会にもしばしば参加している。

## 作品リスト
- Consicous
- A Lost Stock of Children
- Zeet　ZからはじまりAでおわるアルファベットブック
- Chimney 25
- Mince
- Per Skin Par Soul
- Thwart Thus
- muZz　初出はWebコミック。安倍吉俊、ウエダハジメ、宇仁田ゆみ、冬目景ら、日本人アーティストをゲストに迎えた同人誌版がイベントで販売された。
- Nightmares & Fairy Tales  （セリーナ・バレンチノ原作、FScは#12までのアートを担当。飛鳥新社より日本語版『ナイトメアアンドフェアリーテイル』も刊行されている）
- LIT　Wiiウェアのビデオゲーム。2009年発売。
- クレアボヤンス　太田出版のWebサイト「ぽこぽこ」で連載されたWebコミック（2011年4月-12月）。[1]
- シンガポールのオタク漫画家、日本をめざす　KADOKAWA(メディアファクトリーのコミックエッセイ)  (2016/9/22)
- マダオ女子　中国語の新聞「联合早报副刊你」に漫画連載（Facebookにも転載されている）